# Gare de Pont-à-Mousson
La gare de Pont-à-Mousson est une gare ferroviaire française de la ligne de Frouard à Novéant, située sur le territoire de la commune de Pont-à-Mousson dans le département de Meurthe-et-Moselle en région Grand Est.
Elle est mise en service en 1850 par la Compagnie du chemin de fer de Paris à Strasbourg qui devient la Compagnie des chemins de fer de l'Est en 1854. C'est une gare de la Société nationale des chemins de fer français (SNCF) desservie par des trains TER Grand Est.

## Situation ferroviaire
Établie à 182 m d'altitude, la gare de Pont-à-Mousson est située au point kilométrique (PK) 362,086 de la ligne de Frouard à Novéant, entre les gares de Dieulouard et de Vandières.

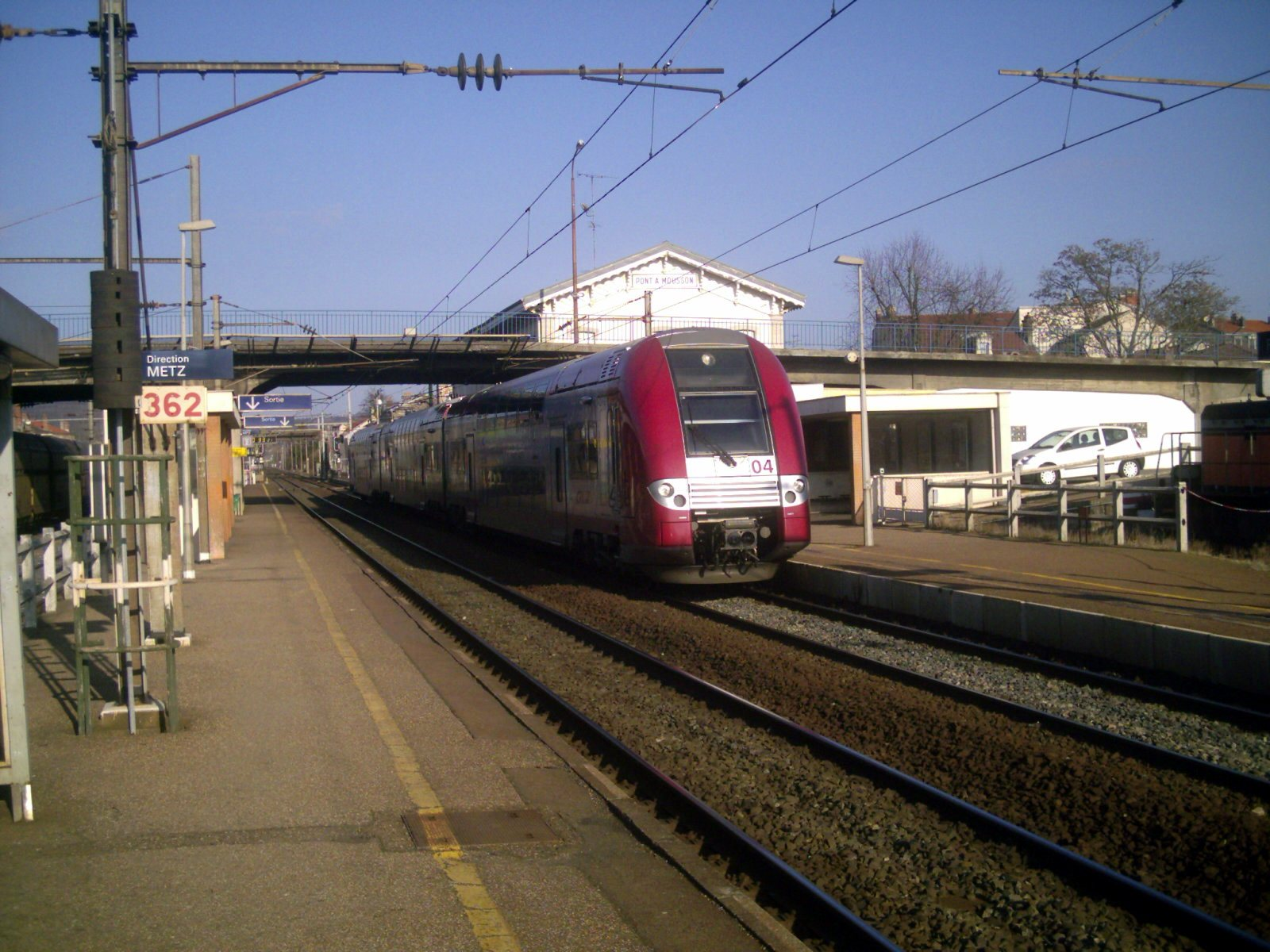
Une rames des CFL à quai

## Histoire
La station de Pont-à-Mousson est mise en service le 10 juillet 1850 par la Compagnie du chemin de fer de Paris à Strasbourg, lorsqu'elle ouvre à l'exploitation la relation de Nancy à Metz par l'embranchement vers Metz de sa ligne de Paris à Strasbourg.
Le bâtiment voyageurs, de style néoclassique, construit par Léon-Charles Grillot comme toutes les gares d'origine de la ligne de Frouard à Forbach est un grand bâtiment symétrique à deux étages de neuf travées sous bâtière longitudinale avec une avancée, surmontée d'une toiture à croupe qui portait initialement un clocheton. Les travées du rez de chaussée et de l'avancée côté rue sont à arc en plein cintre, les autres sont à arc bombé. La corniche est en bois avec des consoles ouvragées et des motifs croisillonnés en forme de résille.
Entre 2011 et 2016, la place de la gare a fait l'objet d'une rénovation.
En 2018, le hall de la gare est rénové et agrandi.
En 2019, les quais vont être rehaussés et mis en accessibilité pour les personnes à mobilité réduite avec création d'une passerelle et de deux ascenseurs (un sur chaque quai).

## Fréquentation
De 2015 à 2024, selon les estimations de la SNCF, la fréquentation annuelle de la gare s'élève aux nombres indiqués dans le tableau ci-dessous.
| Année                      | 2015      | 2016      | 2017      | 2018      | 2019      | 2020    | 2021      | 2022      | 2023      | 2024      |
| -------------------------- | --------- | --------- | --------- | --------- | --------- | ------- | --------- | --------- | --------- | --------- |
| Voyageurs                  | 979 424   | 937 395   | 971 710   | 983 406   | 1 040 302 | 714 474 | 820 553   | 1 067 490 | 1 188 177 | 1 207 366 |
| Voyageurs et non voyageurs | 1 209 166 | 1 157 278 | 1 199 642 | 1 213 959 | 1 284 323 | 882 067 | 1 013 029 | 1 317 890 | 1 466 886 | 1 490 575 |

## Service des voyageurs

### Accueil
Gare SNCF, elle dispose d'un bâtiment voyageurs, avec guichet, ouvert tous les jours. Elle est équipée d'automates pour l'achat de titres de transport. C'est une gare « accès TER Lorraine Métrolor » disposant d'aménagements, d'équipements et services pour les personnes à mobilité réduite.

### Desserte
Pont-à-Mousson est desservie par les trains TER Grand Est qui effectuent la liaisons entre Nancy-Ville - Metz-Ville -Luxembourg et Nancy-Ville - Conflans-Jarny - Longwy..

### Intermodalité
Un parking pour les véhicules y est aménagé.

## Service des marchandises
Pont-à-Mousson est ouverte au trafic fret par wagon isolé.